# كاي-فابيان شولتس
كاي-فابيان شولتس (بالألمانية: Kai-Fabian Schulz)‏ (مواليد 12 مارس 1990 في نويمونستر في ألمانيا الغربية) هو لاعب كرة قدم ألماني يلعب في مركز قلب الدفاع. شارك مع منتخب ألمانيا تحت 20 سنة لكرة القدم. أما مع النوادي، فقد لعب مع إف إس في فرانكفورت وكارل زايس يينا ونادي هامبورغ.

## وصلات خارجية
- كاي-فابيان شولتس على موقع قاعدة بيانات كرة القدم.إي يو (الإنجليزية)
- كاي-فابيان شولتس على موقع بيانات كرة القدم. دي إي (الألمانية)
- كاي-فابيان شولتس على موقع عالم كرة القدم.نت (الإنجليزية)